# Buffet Crampon
Buffet Crampon is een Frans bedrijf dat houtblaasinstrumenten bouwt, waaronder saxofoons en klarinetten.
In 1825 startte Denis Buffet Auger in Parijs met de productie van klarinetten. Zijn zoon Jean-Louis trouwde in 1836 met Zoe Crampon. Vanaf 1844 werd het huidige logo in gebruik genomen. In 1866 verliep het patent van Adolphe Sax op de saxofoon, en Buffet Crampon begon met de bouw van saxofoons in licentie van Sax.